# Henry Harris (Produzent)

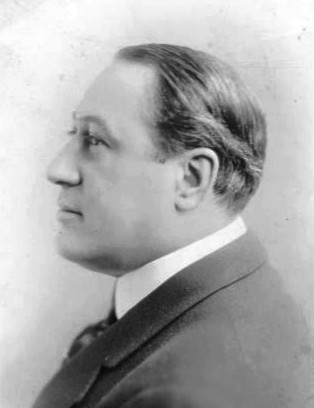
Henry B. Harris (undatiert).

Henry Birkhardt Harris (* 1. Dezember 1866 in St. Louis, Missouri, USA; † 15. April 1912 im Nordatlantik beim Untergang der Titanic) war ein US-amerikanischer Theaterproduzent und -manager.

## Leben
Harris war der Sohn des Theatermanagers William B. Harris und dessen Frau Rachel Freefield. Er stammte aus einer wohlhabenden jüdischen Familie, die sich schon früher im Theatergeschäft arrangiert hatte. Als er noch ein Kind war zog die Familie nach Boston, Massachusetts. Am 22. Oktober 1898 heiratete er Irene „Renee“ Wallach (1876–1969), Tochter von Edgar und Rachel Wallach aus Washington, D.C. Das Paar hatte keine Kinder. Irenes Vater und Bruder waren ebenfalls Theaterproduzenten. Als junger Mann sammelte Harris erste Erfahrungen im Howard-Athenaeum-Theater in Boston, das er seinem Unternehmen Rich & Harris einverleibte. Während dieser Zeit entdeckte er damals sehr erfolgreiche Künstler wie May Irwin, Pete Daily oder Lillie Langtry.

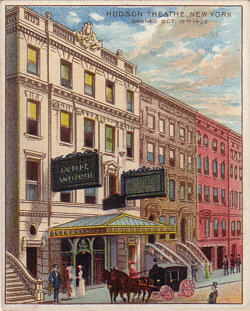
Das Hudson Theatre in New York (um 1910).

Später wurde Harris Präsident der National Producing Managers of America und leitender Direktor der Theatre Managers’ Association of Greater New York. 1903 baute er das  Hudson Theatre in New York City und managte dieses, 1906 folgte das Harris Theatre und 1911 zusammen mit Jesse L. Lasky das Folies-Bergere (später Fulton Theatre). Seine Firma Henry B. Harris Company produzierte insgesamt nahezu 70 Bühnenstücke, unter denen The Climber mit Amelia Bingham zu den erfolgreichsten gehörte. Weitere Meilensteine seiner Karriere wurden Charles Kleins The Lion and the Mouse, The Traveling Salesman und The Third Degree. Im Verlauf der Jahre arbeitete Harris mit vielen bekannten Schauspielern wie Helen Ware, Robert Edeson oder Ruth St. Denis.
Harris war zudem Mitglied der Demokraten, Schatzmeister des Actor’s Fund of America und Treuhänder des Hebräischen Waisenhauses von New York. Er war Mitglied des Lambs Club und des Green Room Club. 1912 lebte Harris mit seiner Frau in Manhattan (50 Central Park West).

## Titanic

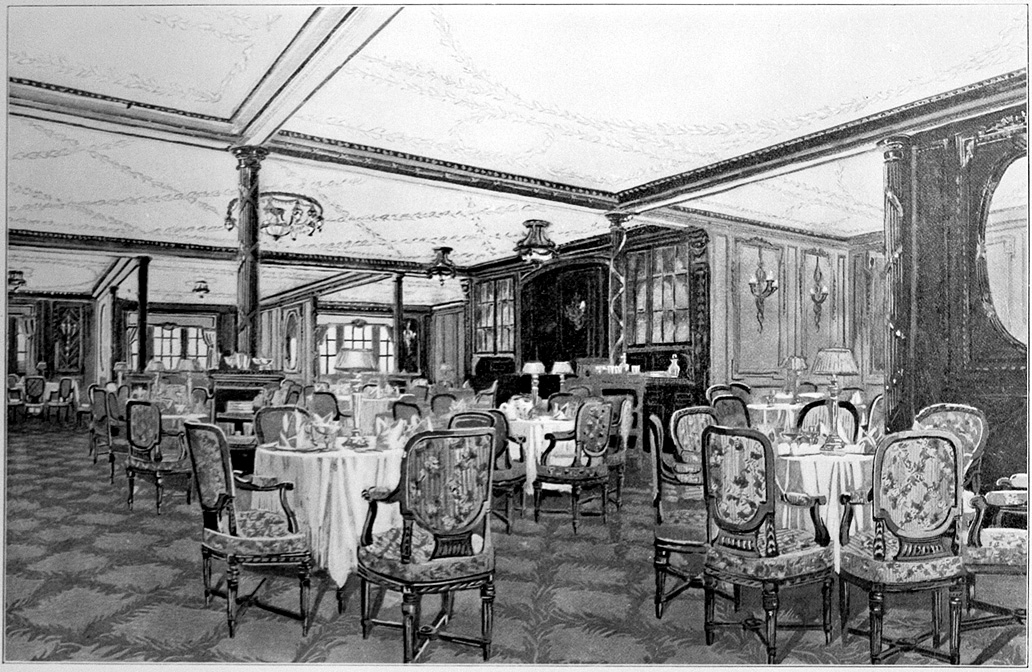
Das À la carte-Restaurant der Titanic auf dem B-Deck (1912).

Im Frühjahr 1912 war Harris geschäftlich in Europa unterwegs und wurde dabei von seiner Frau begleitet. In Ägypten und Algerien verbrachten sie Zeit mit dem Broadwayproduzenten Edgar Selwyn und dessen Frau, der Schauspielerin Margaret Mayo. Um in die USA zurückzukehren, buchte das Paar eine Passage Erster Klasse für die Jungfernfahrt der Titanic, die am 10. April 1912 im südenglischen Southampton ablegte. Sie belegten die Kabine C-83 (Ticket Nr. 36973). Eine gegenüberliegende Kabine, C-123, wurde von dem Schriftsteller Jacques Futrelle und dessen Frau May bewohnt. Während der Reise rutschte Renee Harris auf der Haupttreppe aus, stürzte und brach sich einen Arm. Das letzte Abendessen am Abend vor der Katastrophe verbrachte das Ehepaar mit Jacques und May Futrelle im À la carte-Restaurant des Schiffs.
Als die Titanic am späten Abend des 14. April mit dem Eisberg kollidierte, waren die Harris’ noch wach und spielten Canfield, eine Solitär-Variante. Harris half seiner Frau in Rettungsboot D, das die Titanic fünfzehn Minuten vor dem Untergang verließ. Es war das letzte Boot, das zu Wasser gelassen werden konnte (May Futrelle stieg mit ihr in dieses Boot). Henry Harris kam bei dem Untergang ums Leben. Renee Harris wurde an Bord des Rettungsschiffes Carpathia in der Kabine des amerikanischen Expressionisten Colin Campbell Cooper untergebracht, der später zwei Gemälde von der Rettung der Überlebenden malte. Renee übernahm die Leitung der Henry B. Harris Company und produzierte noch zehn weitere Stücke. Sie heiratete noch drei Mal und starb am 2. September 1969.